# Conrad Kickert

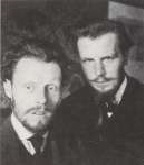
Conrad Kickert (rechts) mit Lodewijk Schelfhout

Johan Conrad Theodor Kickert tot den Egmond (* 23. November 1882 in Den Haag; † 26. Juni 1965 in Paris) war ein niederländischer Maler, Kunstkritiker und Kunstsammler. Ab 1912 lebte er hauptsächlich in Paris.

## Leben und Werk
Als Künstler war Kickert Autodidakt. Zwischen 1903 und 1910 arbeitete er in Künstlerkolonien in Domburg, unter anderem mit Jan Toorop, und in Bergen. Er war einer der ersten in den Niederlanden, der im Stil des Kubismus arbeitete. 1910 gründete er zusammen mit Piet Mondrian, Jan Sluijters und Jan Toorop den Moderne Kunstkring in Amsterdam mit dem Ziel, die niederländische Kunst aufzurütteln. Laut Kickert lag die niederländische Kunst zu dieser Zeit fünfzig Jahre hinter dem Rest Europas zurück. Der Moderne Kunstkring organisierte 1911, 1912 und 1913 mehrere hochkarätige Ausstellungen der Moderne im Stedelijk Museum. Kickert war jedoch bereits 1912 nach Paris gezogen, wo er in früheren Jahren seinen Freund Lodewijk Schelfhout häufiger besucht hatte. Er zog mit Schelfhout und Mondrian in ein Studio in Montparnasse. Er war in prominenten Künstlerkreisen vertreten und stellte mit Malern wie Georges Braque, Raoul Dufy, Henri Matisse, Maurice Utrillo, Kees van Dongen und Maurice de Vlaminck aus. Während des Ersten Weltkriegs kehrte er nach Den Haag zurück, ließ sich jedoch ab 1919 dauerhaft in Frankreich nieder, wobei er weiterhin regelmäßig die Niederlande besuchte.
Ab den 1920er Jahren begann Kickert weniger modernistisch zu arbeiten und wechselte zu einem naturalistischeren Stil. Als Thema wählte er oft Figuren, Landschaften und Stillleben. Da er jedoch häufig weiterhin mit dem Spachtel anstelle eines Pinsels arbeitete, blieb seine Arbeit zeitgemäß. In Frankreich war er weiterhin erfolgreich, in den Niederlanden geriet er jedoch in Vergessenheit. Er starb 1965 im Alter von 82 Jahren. Einige seiner Werke sind im Gemeentemuseum Den Haag zu sehen.